# アムル・イブラヒム・ムスタファ・サウード
アムル・イブラヒム・ムスタファ・サウード（Amr Ibrahim Mostafa Seoud、1986年6月10日 ‐ ）は、エジプト・ディムヤート出身の陸上競技選手。専門は短距離走。100mで10秒13、200mで20秒36、室内60mで6秒69の自己ベストを持つ、3種目のエジプト記録保持者。

## 経歴

### 2003年
3月のバーミンガム世界室内選手権男子60mに16歳の若さで出場を果たすと、予選で敗退したものの6秒93のジュニアエジプト記録を樹立した。

### 2007年
8月にバンコクユニバーシアードの男子100mと200mに出場すると、100mは決勝に進出して10秒53（-0.9）で7位に入った。200mでも決勝に進出すると、20秒74（+0.2）のエジプト記録（当時）を樹立し、前回大会金メダリストのリー・ジュリアス（20秒96）や神山知也（20秒97）を破り、自身初となる世界タイトルを獲得した。これは陸上競技以外の全ての競技も含め、ユニバーシアードでエジプト勢が獲得した初の金メダルだった。11月に地元エジプトのカイロで開催されたパンアラブ競技大会の男子100mと200mと4×100mリレーに出場すると、100mは決勝を10秒38（+0.7）のエジプト記録（当時）で制し、この種目でエジプト勢初の金メダリストとなった。200mも予選を20秒64（+1.0）のエジプト記録（当時）で突破すると、決勝は20秒69（+2.0）で制して2冠を達成した。

### 2008年
3月のバレンシア世界室内選手権男子60mに出場すると、予選で6秒78のエジプト記録（当時）を樹立。着順での突破ではなかったものの、タイムで拾われてこの種目でエジプト勢初となる準決勝に進出した。準決勝では予選の記録を更新する6秒69のエジプト記録を樹立したが、決勝には進めなかった。8月の北京オリンピック男子200mに出場すると、この種目ではエジプト勢初となる2次予選に進出した。2次予選では20秒55（+0.1）のエジプト記録（当時）を樹立するも、準決勝には進めなかった。

### 2009年
7月のベオグラードユニバーシアードは男子100mと200mに出場すると、前回大会で惜しくもメダルを逃した100mは2大会連続となる決勝に進出するも、ロランド・パラシオス（10秒30）に0秒01差競り負け、10秒31（-0.7）で銀メダルに終わった。2連覇のかかっていた200mも決勝に進出し、決勝では前回大会の優勝タイムを上回る20秒52（+0.1）をマークするも、20秒04のジュニアヨーロッパ記録で優勝したラミル・グリエフに次ぐ銀メダルに終わった。

### 2010年
7-8月に標高1000mを超えるナイロビで開催されたアフリカ選手権の男子100mと200mに出場すると、100mは決勝で10秒18（+1.9）のエジプト記録（当時）を樹立するも、4位と0秒04差の4位でメダルを逃した。200mでも決勝に進出すると、決勝で20秒36（+1.3）のアラブ記録（当時）およびエジプト記録を樹立。100m金メダリストのベン＝ユスフ・メイテ（20秒39）や100m銅メダリストのサイモン・マガクウェ（20秒56）を破り、自身初となるアフリカタイトルを獲得した。これはアフリカ選手権のショートスプリント（100mと200m）において、北アフリカ勢の男子選手が獲得した初の金メダルだった。

### 2011年
9月の大邱世界選手権男子200mに出場すると、予選を自己ベスト（20秒36）に迫る20秒44（+0.3）で突破し、この種目ではエジプト勢初となる準決勝に進出した。準決勝は21秒15（-0.7）と予選よりもタイムを落とし、組8着で敗退した。9月のアフリカ競技大会男子100mに出場すると、準決勝を10秒13（+1.8）のエジプト記録で突破。決勝では10秒20（-0.4）をマークし、2010年アフリカ選手権100m金メダリストのベン＝ユスフ・メイテ（10秒28）や前回大会200m銅メダリストのオビナ・メトゥ（10秒29）を破り、この種目でエジプト勢初の優勝を成し遂げた。

## 自己ベスト
記録欄の（　）内の数字は風速（m/s）で、+は追い風を意味する。
| 種目 | 記録           | 年月日        | 場所         | 備考                               |
| 屋外 | 屋外           | 屋外          | 屋外         | 屋外                               |
| ---- | -------------- | ------------- | ------------ | ---------------------------------- |
| 100m | 10秒13 (+1.8)  | 2011年9月12日 | マプト       | エジプト記録                       |
| 200m | 20秒36A (+1.3) | 2010年8月1日  | ナイロビ     | 元アラブ記録 エジプト記録 高地記録 |
| 300m | 32秒77         | 2008年7月8日  | ソレントゥナ | エジプト記録                       |
| 室内 |                |               |              |                                    |
| 60m  | 6秒69          | 2008年3月7日  | バレンシア   | 室内エジプト記録                   |

## 主要大会成績
備考欄の記録は当時のもの
| 年   | 大会                        | 場所           | 種目    | 結果          | 記録          | 備考                                               |
| ---- | --------------------------- | -------------- | ------- | ------------- | ------------- | -------------------------------------------------- |
| 2003 | 世界室内選手権              | バーミンガム   | 60m     | 予選1組6着    | 6秒93         | ジュニアエジプト記録                               |
| 2003 | 世界ユース選手権 (en)       | シェルブルック | 100m    | 予選2組3着    | 11秒06 (+0.3) |                                                    |
| 2003 | 世界ユース選手権 (en)       | シェルブルック | 200m    | 準決勝1組5着  | 21秒89 (-1.3) | 自己ベスト                                         |
| 2003 | アフリカジュニア選手権 (en) | ガルア         | 100m    | 4位           | 10秒66 (+3.7) |                                                    |
| 2003 | アフリカジュニア選手権 (en) | ガルア         | 200m    | 2位           | 21秒40 (+3.6) |                                                    |
| 2004 | アラブジュニア選手権 (en)   | ダマスカス     | 100m    | 2位           | 10秒49 (-0.8) | エジプト記録                                       |
| 2004 | アラブジュニア選手権 (en)   | ダマスカス     | 200m    | 3位           | 21秒21 (+0.2) |                                                    |
| 2005 | 地中海競技大会 (en)         | アルメリア     | 100m    | 予選棄権      | DNS           |                                                    |
| 2005 | 地中海競技大会 (en)         | アルメリア     | 200m    | 予選途中棄権  | DNF           |                                                    |
| 2005 | フランス語圏競技大会 (en)   | ニアメ         | 100m    | 3位           | 10秒55 (+0.4) |                                                    |
| 2005 | フランス語圏競技大会 (en)   | ニアメ         | 200m    | 決勝棄権      | DNS           | 予選21秒29 (0.0)                                   |
| 2006 | アフリカ選手権 (en)         | バンブース     | 100m    | 6位           | 10秒81 (-2.9) |                                                    |
| 2006 | アフリカ選手権 (en)         | バンブース     | 200m    | 準決勝1組6着  | 21秒32 (-1.1) |                                                    |
| 2007 | アラブ選手権 (en)           | アンマン       | 100m    | 2位           | 10秒44 (-1.1) | エジプト記録                                       |
| 2007 | アフリカ競技大会 (en)       | アルジェ       | 100m    | 準決勝3組3着  | 10秒52 (-0.4) |                                                    |
| 2007 | アフリカ競技大会 (en)       | アルジェ       | 200m    | 4位           | 21秒07 (-0.7) | 準決勝20秒83 (+1.2)：エジプト記録                  |
| 2007 | ユニバーシアード (en)       | バンコク       | 100m    | 7位           | 10秒53 (-0.9) |                                                    |
| 2007 | ユニバーシアード (en)       | バンコク       | 200m    | 優勝          | 20秒74 (+0.2) | エジプト記録 エジプト勢初優勝                      |
| 2007 | 世界選手権                  | 大阪           | 200m    | 2次予選1組6着 | 20秒72 (+0.3) | 1次予選20秒65 (-0.1)：エジプト記録                 |
| 2007 | パンアラブ競技大会 (en)     | カイロ         | 100m    | 優勝          | 10秒38 (+0.7) | エジプト記録                                       |
| 2007 | パンアラブ競技大会 (en)     | カイロ         | 200m    | 優勝          | 20秒69 (+2.0) | 予選20秒64 (+1.0)：エジプト記録                    |
| 2007 | パンアラブ競技大会 (en)     | カイロ         | 4x100mR | 4位           | 40秒17 (4走)  | エジプト記録                                       |
| 2008 | 世界室内選手権              | バレンシア     | 60m     | 準決勝1組4着  | 6秒69         | 室内エジプト記録 エジプト勢初の準決勝進出          |
| 2008 | アフリカ選手権 (en)         | アディスアベバ | 100m    | 決勝棄権      | DNS           | 準決勝10秒40 (+0.5)                                |
| 2008 | アフリカ選手権 (en)         | アディスアベバ | 200m    | 予選棄権      | DNS           |                                                    |
| 2008 | オリンピック                | 北京           | 200m    | 2次予選1組6着 | 20秒55 (+0.1) | エジプト記録 エジプト勢初の2次予選進出             |
| 2009 | 地中海競技大会 (en)         | ペスカーラ     | 100m    | 7位           | 10秒45 (+1.0) |                                                    |
| 2009 | 地中海競技大会 (en)         | ペスカーラ     | 200m    | 優勝          | 20秒78 (-0.4) | エジプト勢初優勝                                   |
| 2009 | ユニバーシアード (en)       | ベオグラード   | 100m    | 2位           | 10秒31 (-0.7) |                                                    |
| 2009 | ユニバーシアード (en)       | ベオグラード   | 200m    | 2位           | 20秒52 (+0.1) |                                                    |
| 2009 | 世界選手権                  | ベルリン       | 200m    | 1次予選2組7着 | 21秒44 (-1.6) |                                                    |
| 2009 | フランス語圏競技大会 (en)   | ベイルート     | 100m    | 6位           | 10秒42 (+4.6) |                                                    |
| 2009 | フランス語圏競技大会 (en)   | ベイルート     | 200m    | 予選棄権      | DNS           |                                                    |
| 2010 | アフリカ選手権 (en)         | ナイロビ       | 100m    | 4位           | 10秒18 (+1.9) | エジプト記録                                       |
| 2010 | アフリカ選手権 (en)         | ナイロビ       | 200m    | 優勝          | 20秒36 (+1.3) | エジプト記録 エジプト勢初優勝                      |
| 2010 | コンチネンタルカップ (en)   | スプリト       | 200m    | 6位           | 20秒94 (+0.2) | アフリカ大陸代表                                   |
| 2011 | 世界選手権                  | 大邱           | 200m    | 準決勝3組8着  | 21秒15 (-0.7) | エジプト勢初の準決勝進出                           |
| 2011 | アフリカ競技大会 (en)       | マプト         | 100m    | 優勝          | 10秒20 (-0.4) | 準決勝10秒13 (+1.8)：エジプト記録 エジプト勢初優勝 |
| 2012 | 世界室内選手権              | イスタンブール | 60m     | 準決勝1組8着  | 6秒83         |                                                    |
| 2012 | アフリカ選手権 (en)         | ポルトノボ     | 100m    | 2位           | 10秒32 (-0.9) |                                                    |
| 2012 | アフリカ選手権 (en)         | ポルトノボ     | 200m    | 2位           | 20秒76 (-1.4) |                                                    |
| 2012 | オリンピック                | ロンドン       | 100m    | 予選4組4着    | 10秒22 (+0.4) |                                                    |
| 2012 | オリンピック                | ロンドン       | 200m    | 予選7組4着    | 20秒81 (+0.8) |                                                    |
| 2013 | 地中海競技大会 (en)         | メルスィン     | 100m    | 6位           | 10秒40 (+0.2) |                                                    |
| 2013 | 地中海競技大会 (en)         | メルスィン     | 200m    | 6位           | 20秒84 (-0.7) |                                                    |